# BitKeeper
BitKeeper – rozproszony system kontroli wersji firmy BitMover na licencji Apache. Przez 3 lata, do kwietnia 2005 roku, był używany do rozwoju kodu jądra Linuksa.
Był to system na licencji własnościowej. W kwietniu 2005 roku ogłoszono, że BitMover wycofuje się z dystrybucji darmowej wersji BitKeepera dla projektów o otwartym kodzie i w związku z tym zaistniała potrzeba użycia nowego systemu kontroli wersji dla rozwoju Linuksa. Niezależnie od siebie powstały Mercurial (twórcą i głównym programistą jest Matt Mackall) i Git (stworzył go Linus Torvalds).
Od wersji 7.2ce wydanej 9 maja 2016 BitKeeper zmienił licencję na wolną.